# CS Cartaginés
Club Sport Cartaginés SAD, zkráceně CS Cartaginés, je kostarický fotbalový klub z města Cartago. Tým má modré dresy.

## Historie
Klub vznikl roku 1906.
Získal titul v letech 1923, 1936 a 1940.
Roku 1994 tým vyhrál Pohár mistrů CONCACAF.
Trénovali zde i čeští trenéři Ivan Mráz, Josef Pešice a Michal Bílek.

## Úspěchy
- Kostarická liga (3): 1923, 1936, 1940
- Kostarický pohár (5): 1963, 1979, 1984, 2014, 2015
- Pohár mistrů CONCACAF (1): 1994